# Staniša Mandić
Staniša Mandić (in serbo Станиша Мандић?; Herceg Novi, 27 gennaio 1995) è un calciatore serbo naturalizzato montenegrino, attaccante dell'Arsenal Tivat.

## Caratteristiche tecniche
Si tratta di un centravanti agile e veloce, in possesso di un buon dribbling. Può essere anche utilizzato in posizione di ala.

## Carriera

### Club
Mandić ha cominciato la carriera professionistica con la maglia del Čukarički Stankom. Ha esordito in SuperLiga il 6 aprile 2014, schierato titolare nel successo casalingo per 1-0 sul Napredak Kruševac. Il 12 aprile successivo ha trovato la prima rete nella massima divisione serba, nella sconfitta per 4-1 in casa della Stella Rossa.
Il 3 luglio 2014 ha avuto l'opportunità di debuttare nelle competizioni europee per club, subentrando a Slavoljub Srnić nel 4-0 inflitto al Sant Julià, sfida valida per i turni preliminari dell'Europa League. Il 7 luglio 2016 ha trovato le prime reti in questa competizione, segnando una doppietta nel pareggio per 3-3 sul campo dell'Ordabası.
L'8 agosto 2017, Mandić è passato ai norvegesi del Sogndal con la formula del prestito, fino al 1º agosto 2018. Il 3 luglio 2018, il Sogndal ha acquistato il giocatore a titolo definitivo.
Il 21 febbraio 2019 è stato ingaggiato dai bosniaci dello Zrinjski Mostar.

### Nazionale
Segna con la nazionale serba Under-20 ai Mondiali del 2015 in Nuova Zelanda, nella finale vinta 2-1 contro il Brasile.
Il 31 agosto 2015 annuncia di aver accettato l'invito della federazione calcistica del Montenegro per giocare con la nazionale montenegrina.

## Statistiche

### Presenze e reti nei club
Statistiche aggiornate al 7 marzo 2018.
| Stagione                 | Club                     | Campionato               | Campionato | Campionato | Coppe nazionali | Coppe nazionali | Coppe nazionali | Coppe continentali | Coppe continentali | Coppe continentali | Supercoppe | Supercoppe | Supercoppe | Totale | Totale |
| Stagione                 | Club                     | Comp                     | Pres       | Reti       | Comp            | Pres            | Reti            | Comp               | Pres               | Reti               | Comp       | Pres       | Reti       | Pres   | Reti   |
| ------------------------ | ------------------------ | ------------------------ | ---------- | ---------- | --------------- | --------------- | --------------- | ------------------ | ------------------ | ------------------ | ---------- | ---------- | ---------- | ------ | ------ |
| 2013-2014                | Čukarički Stankom        | SL                       | 4          | 1          | CS              | 0               | 0               | -                  | -                  | -                  | -          | -          | -          | 4      | 1      |
| 2014-2015                | Čukarički Stankom        | SL                       | 17         | 1          | CS              | 4               | 1               | UEL                | 1                  | 0                  | -          | -          | -          | 22     | 2      |
| 2015-2016                | Čukarički Stankom        | SL                       | 28         | 0          | CS              | 2               | 0               | UEL                | 3                  | 0                  | -          | -          | -          | 33     | 0      |
| 2016-2017                | Čukarički Stankom        | SL                       | 10         | 0          | CS              | 1               | 0               | UEL                | 4                  | 2                  | -          | -          | -          | 15     | 2      |
| Totale Čukarički Stankom | Totale Čukarički Stankom | Totale Čukarički Stankom | 59         | 2          |                 | 7               | 1               |                    | 8                  | 2                  |            | -          | -          | 74     | 5      |
| ago.-dic. 2017           | Sogndal                  | ES                       | 8+2        | 1+0        | CN              | -               | -               | -                  | -                  | -                  | -          | -          | -          | 10     | 1      |
| 2018                     | Sogndal                  | 1D                       | 25+1       | 4+0        | CN              | 1               | 0               | -                  | -                  | -                  | -          | -          | -          | 27     | 4      |
| Totale Sogndal           | Totale Sogndal           | Totale Sogndal           | 33+3       | 5+0        |                 | 1               | 0               |                    | -                  | -                  |            | -          | -          | 37     | 5      |
| feb.-giu. 2019           | Zrinjski Mostar          | PL                       | 0          | 0          | CBE             | 0               | 0               | UCL                | -                  | -                  | -          | -          | -          | 0      | 0      |
| Totale                   | Totale                   | Totale                   | 92+3       | 7+0        |                 | 8               | 1               |                    | 8                  | 2                  |            | -          | -          | 111    | 10     |

### Cronologia presenze e reti in nazionale
| Cronologia completa delle presenze e delle reti in nazionale ― Norvegia | Cronologia completa delle presenze e delle reti in nazionale ― Norvegia | Cronologia completa delle presenze e delle reti in nazionale ― Norvegia | Cronologia completa delle presenze e delle reti in nazionale ― Norvegia | Cronologia completa delle presenze e delle reti in nazionale ― Norvegia | Cronologia completa delle presenze e delle reti in nazionale ― Norvegia | Cronologia completa delle presenze e delle reti in nazionale ― Norvegia | Cronologia completa delle presenze e delle reti in nazionale ― Norvegia |
| Data                                                                    | Città                                                                   | In casa                                                                 | Risultato                                                               | Ospiti                                                                  | Competizione                                                            | Reti                                                                    | Note                                                                    |
| ----------------------------------------------------------------------- | ----------------------------------------------------------------------- | ----------------------------------------------------------------------- | ----------------------------------------------------------------------- | ----------------------------------------------------------------------- | ----------------------------------------------------------------------- | ----------------------------------------------------------------------- | ----------------------------------------------------------------------- |
| 8-9-2015                                                                | Chișinău                                                                | Moldavia                                                                | 0 – 2                                                                   | Montenegro                                                              | Qual. Euro 2016                                                         | -                                                                       |                                                                         |
| 9-10-2015                                                               | Podgorica                                                               | Montenegro                                                              | 2 – 3                                                                   | Austria                                                                 | Qual. Euro 2016                                                         | -                                                                       |                                                                         |
| 12-10-2015                                                              | Mosca                                                                   | Russia                                                                  | 2 – 0                                                                   | Montenegro                                                              | Qual. Euro 2016                                                         | -                                                                       |                                                                         |
| 12-11-2015                                                              | Skopje                                                                  | Macedonia                                                               | 4 – 1                                                                   | Montenegro                                                              | Amichevole                                                              | -                                                                       |                                                                         |
| Totale                                                                  |                                                                         | Presenze                                                                | 4                                                                       |                                                                         | Reti                                                                    | 0                                                                       |                                                                         |

## Palmarès

### Club

#### Competizioni nazionali
- Coppa di Serbia: 1

Čukarički: 2014-2015
- Coppa di Slovenia: 1

NŠ Mura: 2019-2020
- Campionato sloveno: 1

NŠ Mura: 2020-2021